# Christine Mayo
Pour les articles homonymes, voir Mayo.
Christine Mayo est une actrice américaine née le 25 décembre 1883 à Jersey City (New Jersey) et morte le 9 janvier 1961 à New York.

## Filmographie partielle
- 1915 : A Mother's Confession d'Ivan Abramson
- 1917 : Who's Your Neighbor?, de S. Rankin Drew
- 1918 : La Maison du brouillard (The House of Mirth) d'Albert Capellani
- 1919 : A Fugitive from Matrimony, de Henry King
- 1920 : Le Palais aux fenêtres obscures (The Palace of Darkened Windows), de Henry Kolker
- 1920 : Ne vous mariez jamais (Don't Ever Marry), de Victor Heerman et Marshall Neilan
- 1920 : The Girl in the Web de Robert Thornby
- 1921 : When We Were Twenty-one, de Henry King
- 1922 : A Dangerous Game, de King Baggot
- 1922 : The Understudy, de William A. Seiter
- 1923 : La Terre a tremblé (The Shock) de Lambert Hillyer
- 1923 : Or et Poison (Don't Marry for Money) de Clarence Brown
- 1924 : For Sale de George Archainbaud